# Sasaki-Mannigfaltigkeit
In der Mathematik sind Sasaki-Mannigfaltigkeiten oder Sasaki-Strukturen ein Begriff der Differentialgeometrie. Es handelt sich um Riemannsche Kontaktmannigfaltigkeiten mit einer gewissen Kompatibilitätsbedingung zwischen der Riemannschen Metrik und der Kontaktform.

## Definitionen
Für eine Mannigfaltigkeit {\displaystyle M} mit einer Riemannschen Metrik {\displaystyle g} hat man auf {\displaystyle M\times \left(0,\infty \right)} die Kegelmetrik {\displaystyle t^{2}g+dt^{2}}.
Für eine Mannigfaltigkeit {\displaystyle M} mit einer Kontaktform {\displaystyle \alpha } ist {\displaystyle t^{2}d\alpha +2tdt\wedge \alpha } eine symplektische Form auf {\displaystyle M\times \left(0,\infty \right)}.
Eine Mannigfaltigkeit {\displaystyle M} mit einer Riemannschen Metrik {\displaystyle g} und einer Kontaktform {\displaystyle \alpha } heißt Sasaki-Mannigfaltigkeit, wenn {\displaystyle M\times \left(0,\infty \right)} eine Kähler-Mannigfaltigkeit mit Kähler-Metrik {\displaystyle t^{2}g+dt^{2}} und Kähler-Form {\displaystyle t^{2}d\alpha +2tdt\wedge \alpha } ist.

## Beispiele
- Der {\displaystyle \mathbb {R} ^{2n+1}} mit Koordinaten {\displaystyle (x_{1},y_{1},\ldots ,x_{n},y_{n},z)} ist mit der Kontaktform {\displaystyle \textstyle \alpha ={\frac {1}{2}}dz+\sum _{i=1}^{n}y_{i}dx_{i}} und der Metrik {\displaystyle \textstyle \alpha ^{2}+\sum _{i=1}^{n}dx_{i}^{2}+dy_{i}^{2}} eine Sasaki-Mannigfaltigkeit.
- Die Sphäre mit der Standardmetrik und der Standardkontaktform ist eine Sasaki-Mannigfaltigkeit. Ebenso ist der als Quotient der antipodalen {\displaystyle \mathbb {Z} /2\mathbb {Z} }-Wirkung erhaltene projektive Raum eine Sasaki-Mannigfaltigkeit.